# David Herbert Lawrence
David Herbert Richards Lawrence (Eastwood, 11 settembre 1885 – Vence, 2 marzo 1930) è stato uno scrittore, poeta, drammaturgo, saggista e pittore britannico, considerato tra le figure più emblematiche del XX secolo. Insieme a diversi scrittori dell'epoca, fu tra i più grandi innovatori della letteratura anglosassone, soprattutto per le tematiche affrontate.

## Biografia

### L'infanzia e giovinezza

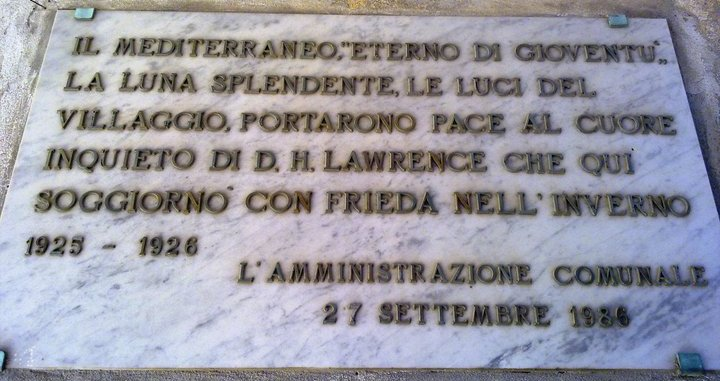
Targa del comune di Spotorno riguardo al soggiorno di D.H. Lawrence e sua moglie Frieda in questa località tra il 1925-1926

Quartogenito di Arthur John Lawrence, un minatore del Nottinghamshire, e Lydia Beardsall, una maestra fino al momento delle nozze, David Herbert visse in famiglia con i fratelli maggiori Ernest e George e le due sorelle, la maggiore Emily e la minore Ada. Frequentò le scuole primarie a Eastwood e poi la High School a Nottingham. In questo periodo incontra Jessie Chambers, la sua migliore amica in gioventù, che in seguito gli sarà d'ispirazione per il personaggio di Miriam in Figli e amanti.
A sedici anni iniziò a lavorare a Nottingham, ma ben presto una polmonite lo costrinse a smettere. Iniziò così nel 1902 il tirocinio come maestro nella British School di Eastwood. Nel giugno 1905 superò l'esame di matricola all'Università di Londra e proseguì gli studi magistrali all'Istituto Superiore Universitario di Nottingham.

### L'inizio della carriera letteraria
Il 7 settembre 1907 pubblicò sul Nottinghamshire Guardian, con la firma di Jessie Chambers, il suo primo racconto, Preludio a un felice Natale. Conseguì poi il diploma e nel 1908 divenne maestro a Croydon, presso Londra. Nel novembre del 1909 vennero pubblicate le sue prime poesie sulla English Review.
Nello stesso anno incontrò Helen Corke, una maestra di Croydon, a cui si ispirò per la protagonista femminile de Il trasgressore o Contrabbando d'amore. Nel 1910 morì sua madre. Il 20 gennaio 1911 pubblicò il suo primo romanzo, Il pavone bianco e alla fine dello stesso anno soffrì nuovamente di polmonite, il che contribuì alla sua decisione di lasciare l'insegnamento.
Verso la fine di marzo del 1912 incontrò Frieda von Richthofen, figlia del ricchissimo barone tedesco Friedrich, appartenente a una delle più importanti famiglie nobiliari tedesche (annoverava personaggi famosi, come il leggendario "Barone Rosso", l'aviatore Manfred von Richthofen) e moglie del filologo inglese Ernest Weekley. A maggio dello stesso anno fuggì a Metz (all'epoca appartenente alla Germania) presso i parenti di lei e nello stesso mese uscì il suo secondo romanzo Il trasgressore.
Dopo il breve soggiorno in Germania, con grande determinazione e un profondo desiderio di esplorare realtà non contaminate dall'industrializzazione, i due si diressero verso sud, attraverso un viaggio che li avrebbe portati sempre, e comunque, verso il sole. Quel sole che con il passare degli anni diverrà per Lawrence mito e necessità crescente, ma anche fonte di energia vitale irrinunciabile a livello sia interiore sia fisico, soprattutto a causa della tubercolosi che minava la sua salute.
Il "peregrinare" di Lawrence e Frieda li portò in Italia e nell'estate del 1912 furono a Riva del Garda che all'epoca era sotto la dominazione austriaca. Dopo solo quattro giorni dall'arrivo sul posto, in una lettera del 7 settembre 1912 indirizzata a David Garnett scrisse: "Ora ci sistemiamo qui a Riva. È molto bello, e perfettamente italiano  – a circa cinque miglia dalla frontiera". Dopo Riva si spostarono a Gargnano dove vissero dal 18 settembre 1912 al 30 marzo 1913, in un appartamento ammobiliato al primo piano di Villa Igea nella frazione di Villa per poi spostarsi per un breve periodo, dal 30 marzo all'11 aprile 1913, a San Gaudenzio, sopra Gargnano, sulla strada che porta a Muslone, dove soggiornarono presso la famiglia Capelli.
Il periodo trascorso sul Lago, fino all'11 aprile 1913, si rivelò particolarmente fruttuoso. Fu in questo "paradiso", come Lawrence stesso ebbe a definirlo, che egli terminò Figli e amanti, scrisse Crepuscolo in Italia e cominciò La ragazza perduta e The Sisters (che diventò The Rainbow, proseguito a Lerici, in Liguria, dove soggiornò con Frieda dal settembre 1913 al giugno 1914) e Donne innamorate nel 1920. Nel frattempo pubblicò, nel febbraio 1913, la sua prima raccolta di poesie, Love Poems and Others e a maggio il terzo romanzo, Figli e amanti.

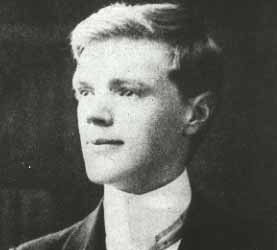
Lawrence nel 1906, all'età di 21 anni.

### La prima guerra mondiale
Il 13 luglio 1914, tornato nel Regno Unito sposò Frieda che, nel frattempo, aveva ottenuto il divorzio dal marito. Dopo lo scoppio della prima guerra mondiale soggiornò con la moglie in varie località inglesi, tra le quali la Cornovaglia da dove la coppia venne espulsa nell'ottobre del 1917 per il pacifismo di lui e la nazionalità tedesca di lei. In questo periodo vennero pubblicati: la prima raccolta di racconti, L'ufficiale prussiano (dicembre 1914); il quarto romanzo, L'arcobaleno (settembre 1915); Crepuscolo in Italia (giugno 1916); la seconda raccolta di liriche, Amores (luglio 1915); le poesie, Ecco! Siamo giunti a buon fine (dicembre 1917); Nuove poesie (ottobre 1918) e L'alloro (novembre 1918).

#### La censura suL'arcobaleno
Mentre componeva The Rainbow, D. H. Lawrence si rese conto che né i critici né i lettori avrebbero accettato il suo romanzo. Il 18 dicembre 1914, in una lettera ad Amy Lowell, nella quale Lawrence esponeva le proprie opinioni sulla ricezione critica di un libro contenente alcuni dei suoi racconti, scrisse: I critici mi odiano davvero. Ed è giusto così. È una curiosa osservazione da parte di qualsiasi scrittore, ma soprattutto da parte di uno che era così intento a lavorare sulle trasformazioni morali dei suoi lettori.
Il modo molto franco e senza infingimenti da parte dell'autore nel trattare il desiderio sessuale e il potere che esso esercita all'interno delle relazioni, come forza naturale ma anche spirituale, causò al libro un processo per oscenità (1857 Obscene Pubblication Act.), sentenziato dalla Bow Street Magistrates’ Court il 13 novembre 1915, a seguito del quale tutte le copie ancora in circolazione vennero fatte sequestrare per poter essere distrutte.
Il giudice Sir Dickinson, chiamato a giudicare il caso, considerò The Rainbow un'opera disgustosa, definendola una totale sporcizia e aggiungendo di non osare pensare al danno che un simile libro avrebbe potuto causare; in base al proprio giudizio, ordinò che tutte le 1 011 copie del romanzo, sequestrate ad Algernon Methuen tra il 3 e il 5 di novembre, fossero distrutte e condannò la casa editrice Methuen al pagamento di una multa di 10£ 10s.
Dopo la sentenza, l'opera non fu ristampata in Gran Bretagna per 11 anni e solo nel 1924 D. H. Lawrence riuscì a trovare un editore americano che pubblicasse il romanzo. Alla fine il lavoro venne considerato uno dei migliori di Lawrence, in particolare grazie al complesso studio delle tensioni insite nelle relazioni tra uomini e donne.

### Il soggiorno italiano
Ritornò in Italia nel novembre 1919 e soggiornò con la moglie in diverse località italiane tra cui Firenze, La Spezia, Spotorno, Picinisco, Ravello, Capri, Taormina, Cagliari e altri luoghi della Sardegna. Dopo una breve parentesi tra Germania e Austria nell'estate del 1921 tornò in Italia. In questo periodo vennero pubblicati la sua seconda opera teatrale, Pericoloso toccare (maggio 1920), il quinto e il sesto romanzo, Donne innamorate e La ragazza perduta (novembre 1920); il testo scolastico Momenti della Storia europea (marzo 1921); il suo primo libro di psicoanalisi, La psicanalisi e l'inconscio (maggio 1921); la raccolta di liriche Testuggini e il libro di viaggio Mare e Sardegna (dicembre 1921).

### Il giro del mondo
Nel 1922 iniziò a tradurre le opere di Verga. Il 26 febbraio 1922 si imbarcò con la moglie da Napoli per l'India. Soggiornò a Ceylon e ad aprile si recò in Australia dove scrisse il suo ottavo romanzo, Canguro. Proseguì il suo viaggio attraverso il Pacifico ad agosto passando per Nuova Zelanda, le Isole Cook e Tahiti, approdando il 4 settembre a San Francisco. Si trasferì il 23 marzo 1923 in Messico a Chapala dove iniziò quello che sarebbe stato il suo decimo romanzo, Il serpente piumato. In agosto, a New York la moglie si imbarcò per l'Inghilterra, mentre egli si mise in viaggio per la California.
Nel frattempo, tra Los Angeles e il Messico, terminò in ottobre il suo nono romanzo, Il ragazzo nella boscaglia. Il 22 novembre a Veracruz si imbarcò per tornare a Londra dove si stabilì con Frieda. In questo periodo vennero pubblicati: il settimo romanzo, La verga d'Aronne; il secondo libro di psicanalisi, Fantasia dell'inconscio; la raccolta "Inghilterra, mia Inghilterra" e altri racconti, tutti nel 1922. Nel 1923 furono pubblicati: tre romanzi brevi, La coccinella, La volpe e Il fantoccio scozzese, il saggio Studi sulla letteratura classica americana, il romanzo Canguro, la raccolta di liriche Uccelli, bestie e fiori, e la traduzione di Mastro-don Gesualdo.

### Gli ultimi anni

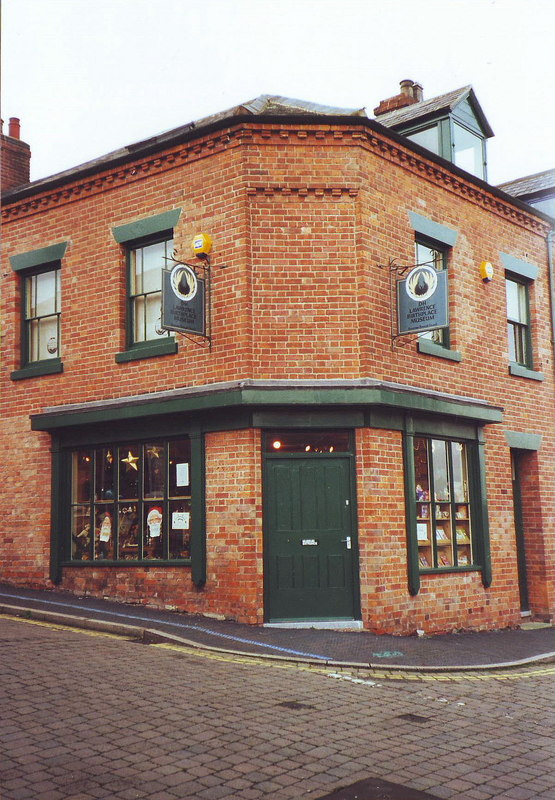
La casa natale di Lawrence, oggi museo, a Eastwood, Notts.

Dopo essere stato a Parigi nel gennaio del 1924, ritornò in America e soggiornò prima nel Nuovo Messico e dalla metà di ottobre di nuovo in Messico dove all'inizio del 1925 terminò la stesura de Il serpente piumato. È in questo periodo che gli venne diagnosticata la tubercolosi. Tornò quindi in Europa cercando località, specialmente in Italia, con climi favorevoli alla sua condizione di salute. Risiedette per un certo tempo a Spotorno dove scrisse il romanzo breve La vergine e lo zingaro che verrà pubblicato solo postumo. Fu di questo periodo la pubblicazione de Il ragazzo nella boscaglia e di altri due romanzi brevi Il purosangue e La principessa.
Dopo la pubblicazione nel gennaio del 1926 de Il serpente piumato, si trasferì nella Villa Mirenda a Scandicci, allora chiamata Casellina e Torri, nei pressi di Firenze. Lì si dedicò alla pittura, ma soprattutto vi scrisse il suo undicesimo romanzo L'amante di Lady Chatterley che verrà pubblicato in edizione privata nel 1928, ispirato alla relazione della moglie Frieda von Richthofen con il tenente Angelo Ravagli (futuro terzo marito di Frieda). Dopo questa pubblicazione ripartì per la Svizzera, la Germania e la Riviera francese. Di questo periodo sono il libro di viaggio Luoghi etruschi, il romanzo breve L'uomo che era morto, il lavoro teatrale David e Mattinate al Messico. 
Le furiose polemiche e la conseguente censura de L'amante di Lady Chatterley lo indussero nel marzo del 1929, mentre era a Parigi, sofferente a causa dell'aggravarsi della tubercolosi, a scrivere A proposito dell'"amante di Lady Chatterley". Nel settembre dello stesso anno scrisse il suo ultimo libro, Apocalisse. All'inizio del 1930, ulteriormente aggravatesi le sue condizioni, venne ricoverato nel sanatorio di Vence, ma vi rimase ben poco preferendo farsi trasferire a Villa Robermond. Lì morì la sera del 2 marzo. Postume uscirono le sue ultime opere, tra le quali La vergine e lo zingaro, dedicato all'ormai ex consorte.

## Le opere
I libri più famosi di Lawrence sono Figli e amanti (1913) e L'amante di Lady Chatterley (1928), quest'ultimo a lungo al centro di polemiche e di scandali per l'audacia del linguaggio con cui descrive la vita sessuale dei personaggi, fra cui un processo nel 1960. Nel 1932 fu pubblicato Etruscan Places, che raccoglie vari saggi dedicati a città etrusche da lui visitate, quali Tarquinia (VT), Volterra (PI) e Cerveteri (RM). Lawrence soggiornò diverso tempo a Tarquinia, dove ebbe modo di conoscere ed ammirare la civiltà etrusca sotto diversi aspetti, dall'archeologia alle persone al paesaggio, al punto tale che iniziò a scrivere il meraviglioso libro di viaggio "Etruscan Places".

### Romanzi
- The White Peacock o Laetitia (Il pavone bianco, 1911)
- The Trespasser o The Saga of Siegmund (Il peccatore o Di contrabbando o Elena e Siegmund amanti o Il trasgressore o Contrabbando d'amore, 1912)
- Sons and Lovers o Paul Morel (Figli e amanti, 1913)
- The Rainbow (L'arcobaleno, 1915)
- Women in Love (Donne innamorate o Donne in amore, 1920)
- The Lost Girl (La ragazza perduta o La fanciulla perduta, 1920, vincitore del James Tait Black Memorial Prize)
- Mr. Noon (Mister Noon, incompiuto, scritto tra il 1921-1922, pubblicato parzialmente nel 1934, integralmente nel 1984)
- Aaron's Rod (La verga d'Aronne, 1922)
- Kangaroo (Canguro, 1923)
- The Boy in the Bush (Il ragazzo nella boscaglia, 1924), scritto con M.L. (Mollie o Molly) Skinner
- The Plumed Serpent (Il serpente piumato, 1926) [una prima, differente versione è stata pubblicata nel 1995 col titolo Quetzalcoatl]
- Lady Chatterley's Lover (L'amante di Lady Chatterley, 1928)
  - prima versione, 1926 ma 1944
  - seconda versione, col titolo John Thomas and Lady Jane, 1927 ma 1972
  - versione finale, 1928 (tutte e tre in Le tre "Lady Chatterley")
- The Escaped Cock (1929), ripubblicato col titolo The Man Who Died

### Racconti
- The Prussian Officer and Other Stories (1914)
  - The Prussian Officer o Honour and Arms (L'ufficiale prussiano, 1914)
  - The Thorn in the Flesh o Vin ordinaire (Non è che ne sappia più di allora, dell'amore, 1914)
  - Daughters of the Vicar (Le figlie del vicario)
  - A Fragment of Stained Glass
  - The Shades of Spring o The Soiled Rose
  - Second-Best
  - The Shadow in the Rose Garden
  - Goose Fair
  - The White Stocking
  - A Sick Collier
  - The Christening
  - Odour of Chrysanthemums (1911)
- The Fox (La volpe, 1920)
- England, My England and Other Stories (1922)
  - England, My England
  - Tickets Please o John Thomas
  - The Blind Man
  - Monkey Nuts
  - Wintry Peacock (Pavone invernale)
  - Hadrian o You Touched Me
  - Samson and Delilah
  - The Primrose Path
  - The Horse-Dealer's Daughter
  - Fanny and Annie o The Last Straw
  - The Mortal Coil
  - The Thimble
  - Adolf
  - Rex
- The Captain's Doll (Il fantoccio, 1923)
- The Ladybird (La coccinella, 1923)
- St. Mawr and Other Stories (Il purosangue, 1925)
  - The Overtone
  - The Princess (La principessa, 1925)
  - The Wilful Woman (frammento)
  - The Flying-Fish (incompiuto)
- The Woman Who Rode Away and Other Stories (1928)
  - Two Blue Birds
  - Sun (1926)
    - The Woman Who Rode Away (La donna che fuggì a cavallo, 1925)
    - Smile
    - The Border Line
    - Jimmy and the Desperate Woman
    - The Last Laugh
    - In Love

  - Glad Ghosts
    - None of That
    - The Man Who Loved Islands (L'uomo che amava le isole)
    - The Rocking-Horse Winner (1926, Cavallo a dondolo vincente)
    - The Lovely Lady (L'amabile ragazza, 1927)
- The Escaped Cock and Other Late Stories (1926-29)
  - The Escaped Cock, poi ripubblicato col titolo The Man Who Died (L'uomo che era morto, 1929)
  - Things (1928)
  - The Man Who Was Through with the World (incompiuto)
  - The Undying Man (incompiuto)
  - Autobiographical Fragment o A Dream of Life (incompiuto)
- Rawdon's Roof
  - Mother and Daughter (1928)
  - The Blue Mocassins
- The Virgin and the Gypsy and Other Stories (La vergine e lo zingaro, 1930)
- Love Among the Haystacks and Other Stories (1930)
  - A Prelude (1907)
  - Lessford's Rabbits
  - A Modern Lover (L'amante moderno)
  - The Old Adam
  - Love Among the Haystacks
  - The Miner at Home
  - Her Turn
  - Strike-Pay
  - Delilah and Mr. Bircumshaw
  - Once–!
  - New Eve and Old Adam
  - Two Schools (frammento)
  - Burns Novel (frammento)
- The Lovely Lady and other tales (1934)
- Collected Stories (1994)

### Poesie
- Love Poems and others, 1913
- Amores, 1916
- Look! We Have Come Through!, 1917
- New Poems, 1918
- Bay: A Book of Poems, 1919
- Tortoises, 1921
- Birds, Beasts and Flowers, 1923
- Pansies, (1929)
- Nettles, (1930)
- The Triumph of the Machine, 1930 (della serie Faber and Faber's Ariel Poems, illustrato da Althea Willoughby)
- Last Poems, 1932
- Fire and Other Poems, 1940
- The Collected Poems of D. H. Lawrence, 1928
- The Complete Poems of D. H. Lawrence, 1964 (a cura di Vivian de Sola Pinto e Warren Roberts)
- The White Horse, 1964
- D.H. Lawrence: Selected Poems, 1972, a cura di Keith Sagar
- Snake and Other Poems

### Teatro
- The Daughter-in-Law, 1913, (ma 1965)
- The Widowing of Mrs. Holroyd, 1914
- Touch and Go, 1920
- David, 1926
- The Fight for Barbara, 1933
- A Collier's Friday Night, 1934
- The Married Man, 1940
- The Merry-Go Round, 1941
- Altitude (frammento)
- Noah's Flood (frammento)
- The Plays: The Widowing of Mrs. Holyroyd, Touch and Go, David, London, Martin Secker, 1933
- The Complete Plays of D.H. Lawrence, 1965
- The Plays, a cura di Hans-Wilhelm Schwarze and John Worthen, Cambridge University Press, 1999, ISBN 0-521-24277-0.

### Altre opere
- Saggi
  - Reflections on the Death of a Porcupine and Other Essays (1925)
  - Apocalypse and the Writings on Revelation (Apocalisse, 1931)
  - Psychoanalysis and the Unconscious (Psicoanalisi e inconscio, 1921)
  - Fantasia of the Unconscious (Fantasia dell'inconscio e altri saggi sul desiderio, l'amore, il piacere, 1922)
  - A New Theory of Neuroses (recensione di The Social Basis of Consciousness di Trigant Burrow)
  - Study of Thomas Hardy and Other Essays (1936)
  - The Symbolic Meaning. Studies in Classic American Literature (Classici americani, 1923)
  - My Skirmish with Jolly Roger. A Propos of "Lady Chatterley's Lover" (1929)
  - Pornography and Obscenity (Oscenità e pornografia, Passigli, Firenze-Antella, 2004)
  - Poetry of the Present (introduzione all'ed. americana di New Poems)
- Introduzioni e Recensioni
  - American Heroes (recensione di In the American Grain di William Carlos Williams)
  - Chaos in Poetry (introduzione a Chariot of the Sun di Harry Crosby)
  - Coast of Illusion (recensione di Gifts of Fortune di H. M. Tomlinson, 2 versioni)
  - A Remarkable Russian (recensione di Fallen Leaves di Vasilij Vasil'evič Rozanov)
  - Model Americans (recensione di Americans di Stuart P. Sherman)
  - A Second Contemporary Verse Anthology a cura di C. W. Stork (recensione)
  - A Spiritual Record (recensione di A Second Contemporary Verse Anthology)
  - Art-Nonsense and Other Essays di Eric Gill (recensione)
  - prefazione a Black Swans di Mollie Skinner
  - The Book of Revelation di Dr. John Oman (recensione)
  - introduzione a Bottom Dogs di Edward Dahlberg
  - Contemporary German Poetry, a cura di Jethro Bithell (recensione)
  - introduzione a The Dragon of the Apocalypse di Frederick Carter
  - Fantazius Mollare: A Mysterious Oath di Ben Hecht (recensione)
  - Hadrian the Seventh di Fr. Rolfe (Baron Corvo) (recensione)
  - Heath di Isa Glenn (recensione, 2 versioni)
  - introduzione a Max Havelaar di Multatuli (Eduard Douwes Dekker)
  - Memoir of Maurice Magnus (introduzione a Memoirs of the Foreign Legion di Maurice Magnus) (Introduzione alle Memorie della legione straniera di Maurizio Magnus)
  - The Georgian Renaissance (recensione di Georgian Poetry 1911-12, a cura di Edward Marsh)
  - The Minnesingers di Jethro Bithell (recensione)
  - German Books (recensione di Der Tod in Venedig di Thomas Mann)
  - introduzione a The Mother di Grazia Deledda
  - introduzione a The Memoirs of the Duc de Lauzun (2 versioni)
  - Nigger Heaven di Carl Van Veehten, Flight di Walter White, Manhattan Transfer di John Dos Passos e In Our Time di Ernest Hemingway (recensione congiunta)
  - Pedro de Valdivia: Conqueror of Chile di R. B. Cunninghame Graham (recensione)
  - Origins of Prohibition di J. A. Krout (recensione)
  - Oxford Book of German Verse, a cura di H. G. Fiedler (recensione)
  - The Station di Robert Byron, England and the Octopus di Clough Williams-Ellis, Comfortless Memory di Maurice Baring e Ashenden or the British Agent di William Somerset Maugham (recensione congiunta per la rivista «Vogue»)
  - Said the Fisherman di Marmaduke Pickthall (recensione)
  - Solitaria di Vasilij Vasil'evič Rozanov (recensione)
  - The World of WIlliam Clissold di H. G. Wells (recensione)
  - Introductions and Reviews (2004, raccolta a cura di N. H. Reeve e John Worthen)
- Scritti di viaggio
  - Twilight in Italy and Other Essays (Crepuscolo in Italia, 1916)
  - Sea and Sardinia (Mare e Sardegna, 1921)
  - Mornings in Mexico and Other Essays (Mattinate al Messico, 1927)
  - Sketches of Etruscan Places and Other Italian Essays (Luoghi etruschi o Paesi etruschi o Itinerari etruschi, 1932)
- Altri scritti e lettere
  - "The Signatures" (3 numeri di rivista, 1915)
  - Movements in European History (1921)
  - Phoenix: The Posthumous Papers of D. H. Lawrence (1936)
  - Phoenix II: Uncollected Unpublished and Other Prose Works of D. H. Lawrence (1968)
  - The Letters of D. H. Lawrence (1979-2001, 8 voll.)
  - The Selected Letters of D. H. Lawrence (1997)
  - Late Essays and Articles (2004)
  - Selected Letters (2008)
- Traduzioni
  - Lev Isaakovič Šestov, All Things Are Possible (1920, con postfazione)
  - Ivan Alekseevič Bunin, The Gentleman from San Francisco (1922)
  - Giovanni Verga, Mastro Don-Gesualdo (1923, con introduzione e nota biografica)
  - Maksim Gor'kij, Reminiscences of Leonid Andreyev (1924, revisione di traduzione d'altri)
  - Giovanni Verga, Little Novels of Sicily (1925, con introduzione dal titolo A Note on Giovanni Verga)
  - Giovanni Verga, Cavalleria Rusticana and Other Stories (1928, con prefazione del traduttore)
  - Anton Francesco Grazzini il Lasca, The Story of Doctor Mamente (1929)
  - Fëdor Michajlovič Dostoevskij, The Grand Inquisitor (1930, con postfazione)
- Dipinti
  - The Paintings of D. H. Lawrence (1929)
  - Paintings (2003, a cura di Keith Sagar)
  - The Collected Art Works of D. H. Lawrence (2004, a cura di Tetsuji Kohno)

### Traduzioni italiane
- Sul lago di Garda, traduzione di Angelica Chondrogiannis, Fidenza, Mattioli 1885, 2012, ISBN 978-88-6261-273-9.
- Inghilterra, mia Inghilterra, traduzione di Francesca Cosi e Alessandra Repossi, Fidenza, Mattioli 1885, 2014, ISBN 978-88-6261-392-7.